# Tage und Wolken
Tage und Wolken (Originaltitel: Giorni e nuvole) ist ein Film von Silvio Soldini aus dem Jahr 2007.

## Handlung
Elsa und Michele sind ein gut situiertes Paar Mitte 40. Ihre Tochter Alice hat die schöne Wohnung mit herrlichem Blick über Genua schon verlassen und betreibt mit einem Freund ein Restaurant.
Elsa promoviert in Kunstgeschichte. Michele überrascht sie mit einer Party, zu der er alle Freunde eingeladen hat. Am nächsten Tag muss er ihr gestehen, dass er schon seit Wochen seinen Job verloren hat. Sein Kompagnon und ein neuer Geschäftsführer haben sich gegen ihn verbündet und ihn aus der Firma ausgeschlossen, die er mitgegründet hat.
In der Hoffnung, bald einen neuen Job zu bekommen, versucht Michele den Schein zu wahren und so behalten sie ihren gewohnten Lebensstandard bei. Doch die finanzielle Situation wird immer bedrohlicher und sie müssen die Wohnung und auch ihre kleine Segeljacht verkaufen. Ihr neues Zuhause wird nun eine kleine Wohnung in einem Neubauviertel am Stadtrand.
Elsa muss die Restaurierung von Fresken in einem Palazzo (was sie ehrenamtlich macht) zurückstellen, weil sie einen Job in einem Call-Center und einen weiteren als abendliche Aushilfssekretärin annimmt. Michele versucht sich als Vespa-Kurier und renoviert mit zwei ehemaligen Angestellten von ihm Wohnungen in seiner Nachbarschaft. Als die beiden aber wieder einen regulären Job bekommen, muss er alleine weitermachen. Michele igelt sich immer mehr ein. Alles, was er anfängt, geht schief. Depressionen bestimmen nun seinen Tag und so kommt es zu einem heftigen Streit mit Elsa. Er zieht zu seiner Tochter. Die Beziehung scheint zu zerbrechen, doch dann spüren Elsa und Michele, dass ihre Liebe zueinander stärker ist. Die Zukunft wird nicht leicht, aber es wird eine für sie geben.

## Auszeichnungen
David di Donatello 2008:
- Beste Hauptdarstellerin – Margherita Buy
- Beste Nebendarstellerin – Alba Rohrwacher

Nastro d’Argento 2008:
- Beste Hauptdarstellerin – Margherita Buy

## Kritiken
„Soldini verzichtet auf Klischees, liefert keine wütende Abrechnung mit dem System, sondern zeichnet die persönlichen Folgen von Sozialstatus- und Jobverlust. In den Hauptrollen überzeugen Margherita Buy und Antonio Albanese, die ein ehrliches Porträt zweier ins Straucheln geratener Menschen zeichnen.“

„In seinem Drama ‚Tage und Wolken‘ geht Silvio Soldini der Frage nach, was das unerwartete Abrutschen in die Arbeitslosigkeit für eine Mittelschicht-Familie bedeutet. Einfühlsam zeigt er, wie der soziale Abstieg nicht nur die Betroffenen belastet und ihre Nerven blank liegen lässt, sondern auch die Beziehungen innerhalb der Familie einer Zerreißprobe aussetzt.“

„Silvio Soldinis neuer, wunderbarer Film überzeugt vor allem durch seine Geerdetheit. Formal wie dramaturgisch stets auf das Wesentliche reduziert, macht Tage und Wolken eigentlich nichts anderes, als eine uralte, bereits tausendfach erzählte Geschichte, nämlich jene von der unumstößlichen Kraft der Liebe, zu variieren. Das jedoch auf ungemein charmante Weise.“

„Wenig gibt es auszusetzen an diesem Film, aber auch wenig zu bewundern. Man kann Soldinis Film mögen für das, was er nicht macht, für seinen Verzicht auf offen manipulatives Gefühlskino, auf Sozialromantik und Proletarierkitsch. Weniger jedoch für das, was er stattdessen macht. Tage und Wolken fehlt es in den entscheidenden Momenten an Konsequenz und an Mut.“